# Hackerspace Global Grid
Das Hackerspace Global Grid ist ein Projekt mit dem Ziel, ein verteiltes Sensor- und Kommunikationsnetz aufzubauen. Es wurde im Sommer 2011 von Armin Bauer (shackspace), Andreas Hornig (Constellation Platform) und Gregor Jehle (shackspace) initiiert, als auf dem Chaos Communication Camp 2011 dazu aufgerufen wurde, ein Weltraumprogramm für Hacker ins Leben zu rufen. Hackerspace Global Grid soll die hierfür notwendige Kommunikationsinfrastruktur bereitstellen.
Das langfristige Ziel ist es, mit dem verteilten Sensor- und Antennennetzwerk die Position erdnaher Satelliten bestimmen und mit ihnen kommunizieren zu können. Darüber hinaus ist die Plattform offen gestaltet, um weitere Sensoren, z. B. für die Erkennung von Erdbeben, die Messung von Hintergrundstrahlung oder Wetterdaten zu integrieren. Derzeit ist das System im Stande, Flugzeugpositionen zu verfolgen, die mittels ADS-B von den Flugzeugen übertragen werden.